# Пила (Салерно)
Пила (итал. Pila) је насеље у Италији у округу Салерно, региону Кампанија.
Према процени из 2011. у насељу је живело 42 становника. Насеље се налази на надморској висини од 28 м.